# Stadniaki
Stadniaki (Pomatostomidae) – rodzina ptaków z podrzędu śpiewających (Oscines) w obrębie rzędu wróblowych (Passeriformes). 

## Zasięg występowania
Należy do niej 5 gatunków. Występują w Australii i na Nowej Gwinei.

## Systematyka
Do rodziny należą następujące rodzaje:
- Garritornis Iredale, 1956 – jedynym przedstawicielem jest Garritornis isidorei (Lesson, 1827) – stadniak rdzawy.
- Pomatostomus Cabanis, 1851